# 안민학
안민학(安敏學, 1542년~1601년)은 조선 중기의 문신이자 학자이다. 본관은 광주(廣州)이며, 처음에는 자(字)를 습지(習之)로 하였다가, 나중에 이습(而習)으로 고쳤다. 호는 풍애(楓厓) 또는 호월당(湖月堂)이며, 시호는 문정(文靖)이다. 동서 분당 당시 초기 서인 당원이었다. 박순(朴淳)의 문인이며, 율곡 이이(李珥) 및 우계 성혼(成渾)과 가깝게 지냈다.

## 생애
사암 박순(朴淳)의 문하에서 수학하였으며 이후 율곡 이이(李珥) 및 우계 성혼(成渾)과 가깝게 지냈다. 그 뒤 자연스럽게 서인이 되었다.
우계 성혼은 그들의 아버지대부터 친하게 지냈으며, 풍애와 우계가 어렸을 때는 서울의 이웃에 살았고 우계의 할머니는 풍애를 친손자처럼 여겼다고 한다. 심경(心經)과 근사록(近思錄) 등을 학숩하였으며 마음의 실천 문제를 중요시하였다. 심기(心氣)를 억제하고 이(理)에 정일(精一)하는 것이 심법(心法)이라 하여, 이이(李珥)와 다른 견해를 가졌다. 그러나 사단칠정론(四端七情論)에서는 사단(四端)이 칠정(七情)의 선일변(善一邊)이라는 이이(李珥)의 학설을 지지하였다. 제자백가에 통달하고 필법이 뛰어났으며, 문장에도 능하여 사림의 존경을 받았다. 1561년(명종 16)에는 학행으로 천거를 받아 참봉에 임명되었으나 사직했다. 그 후 부모 공양을 위해 희릉참봉 등을 역임하고, 사헌부 감찰을 역임하였으나, 부모 봉양을 위해 고향에서 가까운 대흥현감, 아산현감 등을 역임하였다. 1592년(선조25)에 임진왜란이 일어나자 소모사가 되어 군량수송을 맡았다. 저서에 풍애집(楓厓集)이 있다.

## 가족 관계
- 할아버지 : 안중선(安仲善)
- 아버지 : 안담(安曇)
- 장남 : 안경룡(安璟龍)
- 손자 : 안의(安誼)

## 같이 보기
- 성혼
- 조헌
- 김덕령
- 강항